# 28 cm SK L/40 Bruno
28 cm SK L/40 Bruno (SK — нем. Schnelladekanone (рус. быстрозарядное), L/40 — нем. Lange (рус. длина ствола 40 калибров или 10.4 м)) — немецкое 283-миллиметровое железнодорожное орудие. Первоначально было разработано для установки на линкорах военно-морского флота. В годы Первой мировой войны орудия этого типа использовались в качестве артиллерии береговой обороны на Западном фронте. После войны четыре орудия были переданы в качестве репараций Бельгии. Во время Второй мировой войны два таких орудия использовались немцами во Французской кампании и для обороны эстуария Жиронда.

## Описание
Артиллерийские орудия 28 cm SK L/40 представляли собой вооружение главного калибра броненосцев типа «Брауншвейг» и «Дойчланд». В 1916 году после Ютландского сражения эти корабли стали переводить в разряд учебных. Было принято решение переоборудовать и передать орудия на вооружение Армии. Одним из изменений, внесённых в конструкцию орудия при решении вопроса мобильности, было установка большого стального противовеса, который крепился сверху над стволом возле цапф. Противовесом служили толстые металлические плиты, предназначенные для балансирования веса ствола. Использование противовеса позволяло избежать внесения серьёзных изменений в конструкцию артиллерийской системы и упрощало транспортировку орудия. В походном положении противовес демонтировался. В 1917 году первые четыре орудия, ранее используемые на броненосце «Лотарингия», были установлены на бетонные барбеты для береговой защиты Вангероге в составе батареи «Graf Spee».